# Arroyo de Tamarguillo
Arroyo de Tamarguillo är ett periodiskt vattendrag i Spanien.   Det ligger i regionen Andalusien, i den sydvästra delen av landet, 400 km sydväst om huvudstaden Madrid.